# Dualchi
Dualchi (sardinski: Duàrche) je grad i općina (comune) u pokrajini Nuoru u regiji Sardiniji, Italija. Nalazi se na nadmorskoj visini od 321 metar i ima 616 stanovnika.
 Prostire se na 23,41 km². Gustoća naseljenosti je 26 st/km².
Susjedne općine su: Aidomaggiore, Birori, Borore, Bortigali, Noragugume, Silanus i Sedilo.